# Rekonditionierung (Psychologie)
Der Begriff Rekonditionierung stammt vom englischen reconditioning „Aufarbeitung, Wiederinstandsetzung“ ab. Bei der Rekonditionierung in der Psychologie handelt es sich um die Löschung von erlerntem (konditioniertem) Verhalten.
Dazu zählt beispielsweise das Gewöhnen an erlernte Angstauslöser: Eine Person, die in der Konditionierungsphase dazu gebracht wurde, Angstempfinden beim Anblick einer Spinne zu haben (durch klassische CS-US Kopplung, zum Beispiel Spinne → lautes, unangenehmes Geräusch), wird in der zweiten Phase langsam an Spinnen (erst in Form von Bildern und Fotos, später mit echten Tieren) gewöhnt, ohne dass der US gezeigt wird. Teilweise werden auch Verstärker verwendet. 
Nach einigen Durchgängen schwächen die konditionierten Reaktionen ab, bis sie vollständig verschwinden.
Eine bekannte Vertreterin der Furchtbeseitigung durch Rekonditionierung ist Mary Cover Jones, deren Versuche mit dem kleinen Peter Berühmtheit erlangten.
Siehe auch: Konditionierung, Klassische Konditionierung